# Soppressata del Molise
La Soppressata del Molise è una variante della soppressata prodotta in Molise, soprattutto nei comuni di Rionero Sannitico, Macchiagodena, Montenero di Bisaccia e Castel del Giudice.

## Preparazione
È un insaccato prodotto con carne di suino (lombo e capicollo) macinata finemente (tradizionalmente la carne va tagliuzzata a mano), a cui va aggiunta in minime quantità del lardo e condita con sale e pepe in grani. La carne magliata viene mescolata a mano con gli altri ingredienti, e dopo qualche ora di riposo, insaccata nel budello precedentemente lavato e trattato con gli odori e poi messo ad asciugare sotto la pressione di alcuni pesi per alcuni giorni.
Tolte dalla pressa, le soppressate vengono appese e lasciate asciugare in locali aerati e possibilmente riscaldati dal fuoco del camino, anche per la leggera affumicatura che, oltre ad avere una funzione conservante, conferisce un gradevole apporto organolettico.
La conservazione avviene in locali freschi, per effettuare la stagionatura vera e propria di circa cinque mesi. Una volta completata la stagionatura il prodotto è conservato sotto grasso (sugna) in barattoli di vetro, oppure in casse di grano.

## Consumo
Ottima da gustare al naturale con pane, ma anche con verdure crude o cotte, si abbina a vini bianchi freschi, giovani, profumati, dotati di buona acidità.

## Storia
Si riscontrano cenni storici della produzione in Molise già nel 1816 nel Notiziario delle particolari produzioni delle province del Regno di Napoli, di Vincenzo Corrado Celestino.